# 马克西·罗德里格斯
麥斯美利安奴·魯賓·洛迪古斯（西班牙語：Maximiliano Rubén Rodríguez；1981年1月2日—），通称麥斯·洛迪古斯（西班牙語：Maxi Rodríguez，發音：[ˈmaksi roˈðɾiɣes]），阿根廷已退役的足球运动员，司職翼鋒，也可擔任進攻中場，曾效力皇家西班牙人體育俱樂部、马德里竞技俱乐部及利物浦足球俱乐部等知名球隊。

## 球員生涯

### 早年
麥斯出身於阿根廷的紐維爾舊生，效力三個球季後便外借至西班牙球隊奥维耶多半年。

### 愛斯賓奴
麥斯於2002年加盟愛斯賓奴，在加盟該隊的第一個賽季，麥斯作為絕對主力，在西甲聯賽中出戰37場攻入7球。03/04賽季，麥斯在西甲聯賽中出戰36次攻入4球。04/05賽季，麥斯大發神威，在那個賽季的西甲聯賽中出戰37場攻入了15球，其中一球還是愛斯賓奴球會參加西甲歷史上的第2000球。

### 馬德里競技
2005年夏天，麥斯以700萬歐元的轉會費加盟馬德里體育會，不久便成為球隊主力之一。05-06賽季，麥斯在西甲聯賽中代表馬體會出戰29場攻入10球，各項賽事出戰33場攻入11球。06-07賽季，麥斯因傷在那個賽季的西甲聯賽中僅僅出戰10次，但卻攻入了6粒入球。07/08賽季，麥斯成為了球隊的隊長，在西甲聯賽中出戰35場攻入8球，各項賽事出戰39場攻入8球。08/09賽季，麥斯在西甲聯賽中出戰33場攻入6球，各項賽事出戰39場攻入9球。09/10賽季，因為與主帥鬧矛盾，麥斯在西甲聯賽中僅僅出戰14場攻入2球，但在各項賽事中，他仍然交出了24場8球的不錯數據，並在西班牙盃第4輪次回合中上演了帽子戲法。在自己打滿的6個賽季的西甲聯賽中，作為邊中場的麥斯攻入了50球聯賽入球，平均一個賽季聯賽入球超過8球，產量實在不低。

### 利物浦

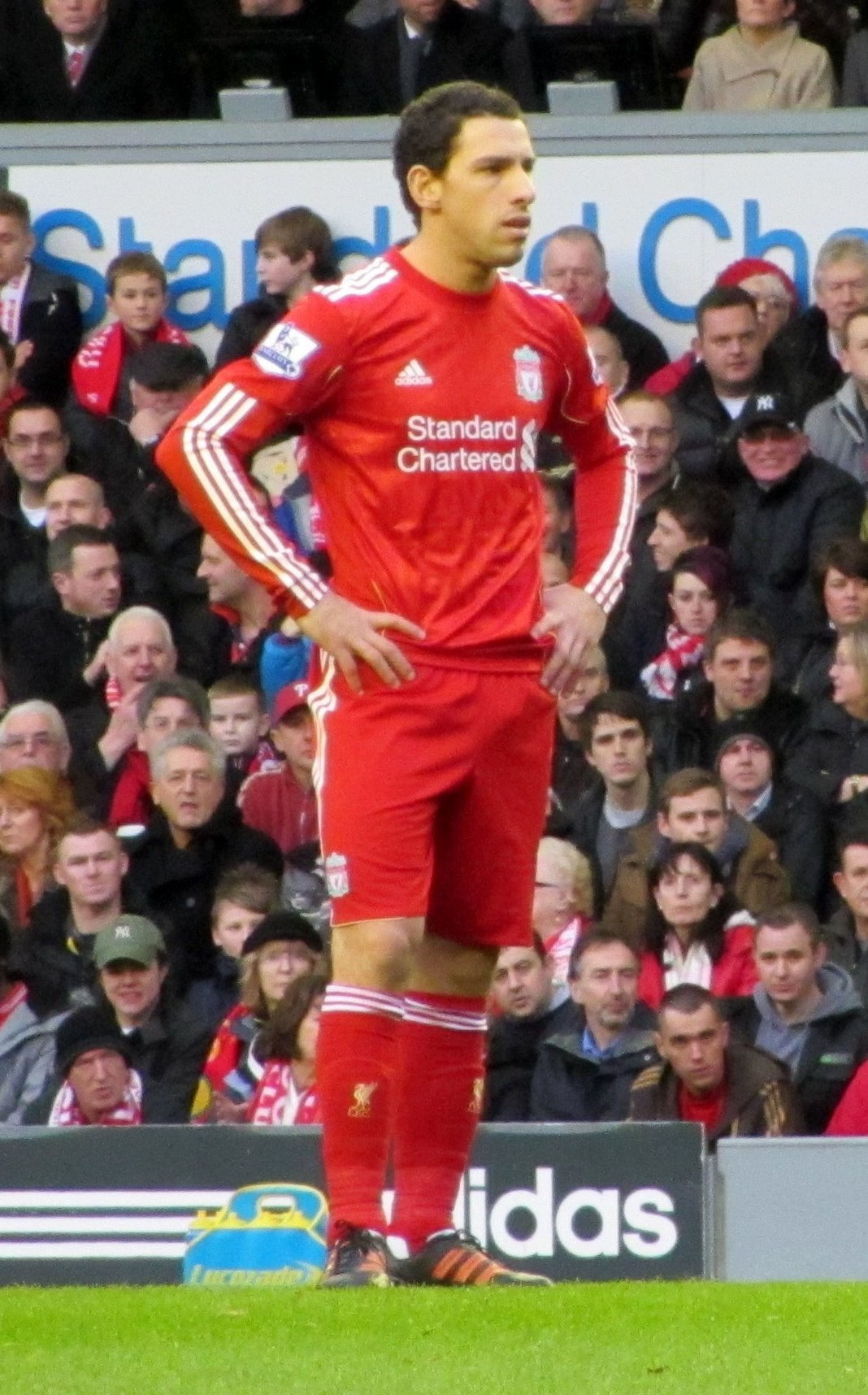
效力利物浦時的洛迪古斯

將於2009-10年球季後約滿的麥斯獲球隊放行，於2010年1月13日自由轉會加盟英超球會利物浦，簽約三年半，穿上17號球衣。 2010年1月16日，在聯賽作客對史篤城的賽事中後備入替，首度代表利物浦出戰。冬季转会期间从马竞免费转投而来之后，罗德里格斯在代表利物浦上阵的17场联赛中仅打进1球。
2010-11年球季开始前，随着、相继离开，作为阿根廷同胞的罗德里格斯被认为处在离队边缘。2011年4-5月，罗德里格斯在英超第34-36轮的比赛中连续三场比赛打进7球並上演了兩次帽子戏法。第34轮和伯明翰比赛中，罗德里格斯上演自己在利物浦的首个帽子戏法，第36轮和富勒姆比赛中，罗德里格斯上演第二个帽子戏法，在比赛开始后31秒的进球也创造了2010-11年球季英超最快进球记录。

### 回归阿根廷
英国当地时间2012年7月13日，利物浦俱乐部在其官网正式确认阿根廷边锋马克西-·罗德里格斯正式离开球队，马克西将会重返自己的母队，加盟阿甲劲旅纽维尔老男孩足球俱乐部。

### 國家隊
罗德里格斯曾经入选阿根廷U20国家队参加2001年世界青年足球锦标赛。他在和中国国青队的16强淘汰赛中打进第一个进球，帮助阿根廷2比1险胜对手。
許多人對這名翼鋒的印象是在2006年世界盃上表現。當屆他入選阿根廷國家隊出賽，在決賽週他共射入了三球，與其他七人並列第二多，但最終是克雷斯波和羅納度憑著額外一次助攻拿到了銀靴和銅靴獎。在分組賽對塞黑射入的兩球，為阿根廷大勝6-0；又在出線十六強時於加時射入一記世界波，淘汰老對手墨西哥，此球也被國際足聯評選為06世界盃最佳入球。可惜在八強對德國互射十二碼落敗後，他在與德國球員發生衝突中曾揮拳擊向德國球員，結果被國際足協罰停賽兩場。在2010年世界盃外圍賽，麥斯6次以正選身份出場，2次後備出場，取得1個入球，協助球隊晉身決賽週。

## 榮譽
利物浦
- 英格蘭聯賽盃冠軍：2011/12年

## 外部連結
- Guardian statistics
- BDFutbol profile （页面存档备份，存于）
- NationalFootballTeams data （页面存档备份，存于）
- 利物浦官方 麥斯·洛迪古斯檔案

| 體育角色               | 體育角色                     | 體育角色               |
| ---------------------- | ---------------------------- | ---------------------- |
| 前任： 费尔南多·托雷斯 | 馬德里競技隊長 2007年–2009年 | 繼任： 安東尼奧·洛佩斯 |